# Chornohora Sky Marathon
Чорногора скай марафон (англ. Chornohora Sky Marathon, скорочено CSM) — найпопулярніші в Україні змагання з гірського бігу та трейлу, що проводяться у Карпатах з 2015 року в треті вихідні серпня. 
Належить до ультрамарафонів, оскільки велика дистанція — Chornohora Sky Ultra —  довша за традиційну марафонську відстань 42,195 км. Маршрут трейлу проходить Чорногорою (найвисокогірнішим хребтом Українських Карпат) через усі 6 вершин висотою понад 2000 метрів. 
З 2017 року Chornohora Sky Marathon входить до Української Трейлової Ліги (Ukrainian Trail League) в якості третього етапу з чотирьох. За підсумками Ліги визначаються найбільш універсальні трейлранери в Україні серед чоловіків та жінок.
Старт сертифікований Міжнародною асоціацією трейл бігу International Trail Running Association

## Історія
Неодноразово йдучи в похід Чорногорою, майбутні організатори CSM задумувались про те, що цілком реально пройти увесь хребет менш як за добу, якщо бути з легким наплічником. Ідея визрівала доволі довго, аж поки восени 2014 році один з організаторів не подолав дистанцію з Лугів до Квасів. Під враженнями було вирішено поділитися цим досвідом, організувавши змагання.  
2015 —  Перший фестиваль гірського бігу Chornohora Sky Marathon відбувся у червні 2015 року. Локацією стартового містечка було обрано урочище Бальцатул.
Заявлені дистанції: 
- Chornohora Sky Marathon 46,5 K з фінішем в селі Кваси;
- Chornohora Sky Race 24 K з фінішем у Бальцатулі;
- Chornohora Vertical Kilometer 6,5 K із фінішем на вершині гори Піп Іван Чорногірський.

Також маршрутом довгої дистанції проходила естафета Chornohora Relay Marathon 46,5 K та нічний забіг Chornohora Night Marathon 46,5 K.
Загальна кількість учасників — 313.
2016 —  У 2016 році фестиваль планувалось провести іншим маршрутом — у зворотному напрямку. Але погана погода внесла свої корективи, тому основна дистанція додала маршрут с. Кваси — вершина гори Петрос — ур. Козьмещик — вершина гори Петрос — с. Кваси. Також було проведено забіг на 23 км та вертикальний кілометр. Загальна кількість учасників — 203.
2017 — У 2017 році фестиваль пройшов по маршруту 2015 року, втім, основна дистанція була збільшена на 20 км. Окрім великої дистанції було проведено також старт на 23 км. Загальна кількість учасників —  297. 
2018 —  У цьому році змагання відбулись вже за маршрутом 2017 року. Загальна кількість учасників —  453.
2019 —  У 2019 році Chornohora Sky Marathon “святкував” 5 років. З цієї нагоди було прийнято рішення раз на 5 років проводити Chornohora Sky Ultra 61 K пізно ввечері, щоб подолання дистанції випало на нічну пору.
Тоді ж було додано стрімку ділянку з забіганням на вершину Гутин Томнатик, і саме цей подовжений маршрут став класичним. Відтоді в рамках змагань учасники найдовшої дистанції долають усі вершини вище 2000 метрів. Загальна кількість учасників — 607.
2020 —  У 2020 році стартово-фінішна зона переїхала з с. Кваси в с. Ясіня на стадіон місцевої футбольної команди «Говерла». Причина такої зміни – стрімкий ріст популярності фестивалю. Загальна кількість учасників — 665.
2021 — Знаковий рік, адже саме у 2021 фестиваль встановив одразу 2 рекорди України:
- найбільша кількість учасників вийшла на одну дистанцію — майже 800 на Chornohora Sky Race 24 K;
- загальна кількість учасників на трейлі вперше досягла і “перевалила” позначку в 1000.

Загальна кількість учасників — 1180 
2022 —  Організатори планують додати ще одну дистанцію довжиною 45 км.

## Дистанції
- Chornohora Sky Ultra (61 km. +3110/-3120 m)
- Chornohora Sky Marathon (45 km. +2510/-2510 m)
- Chornohora Sky Race (24 km. +1230/-1470 m)

## Переможці
Найтитулованіший бігун фестивалю – Юрій Клім. Він 5 разів стояв на переможних місцях (двічі — на першому місці, один раз — на другому місці і один раз — та третьому місці дистанції Chornohora Sky Ultra 61K. Також він став переможцем дистанції Chornohora Sky Race 24К у 2017 році).
Загалом 17 атлетів стояли на призових місцях більше 1 разу.
Цікаво, що серед жінок перші три рази, на дистанції Chornohora Sky Ultra (2015, 2016, 2017 роки) перемогла Братасюк Христина, а наступні три Chornohora Sky Ultra (2018, 2019, 2020 роки) виграла Поліна Захарова.
| Рік  | Чоловіки             | Час     | Місто   | Жінки                 | Час     | Місто | Учасників | Фінішери |
| ---- | -------------------- | ------- | ------- | --------------------- | ------- | ----- | --------- | -------- |
| 2021 | Сергій Попов -2-     | 6:40:34 | Київ    | Юлія Тарасова         | 8:13:37 | Одеса | 421       | 364      |
| 2020 | Юрій Клім -2-        | 7:02:31 | Київ    | Поліна Захарова -3-   | 7:34:31 | Київ  | 251       | 231      |
| 2019 | Андрій Ткачук        | 7:00:07 | Хуст    | Поліна Захарова -2-   | 9:07:47 | Київ  | 248       | 228      |
| 2018 | Сергій Попов         | 6:12:15 | Київ    | Поліна Захарова       | 6:56:05 | Київ  | 209       | 202      |
| 2017 | Василь Боднарук      | 6:21:35 | Татарів | Кристина Братасюк -3- | 8:01:05 | Київ  | 153       | 146      |
| 2016 | Олександр Шиманський | 5:02:10 | Київ    | Кристина Братасюк -2- | 6:31:43 | Київ  | 111       | 105      |
| 2015 | Юрій Клім            | 5:25:50 | Київ    | Кристина Братасюк     | 7:21:30 | Київ  | 146       | 146      |

| Рік  | Чоловіки           | Час     | Місто     | Жінки                | Час     | Місто    | Учасників | Фінішери |
| ---- | ------------------ | ------- | --------- | -------------------- | ------- | -------- | --------- | -------- |
| 2021 | Олег Якимчук       | 2:09:06 | Київ      | Кристина Богомягкова | 2:36:12 | Одеса    | 759       | 742      |
| 2020 | Вадим Рогозовський | 2:16:05 | Володарка | Ольга Гавлицька      | 2:44:04 | Київ     | 414       | 404      |
| 2019 | Олександр Ченікало | 1:57:22 | Львів     | Юлія Тарасова        | 2:17:59 | Одеса    | 359       | 355      |
| 2018 | Олександр Ченікало | 2:00:58 | Львів     | Інна Коваленко       | 2:40:35 | Київ     | 244       | 244      |
| 2017 | Юрій Клім          | 2:04:44 | Київ      | Наталія Мінарченко   | 2:35:10 | Київ     | 144       | 144      |
| 2016 | Олександр Гелюта   | 2:26:20 |           | Наталія Чоловьян     | 3:20:10 |          | 82        | 82       |
| 2015 | Сергій Бабич       | 3:27:28 | Львів     | Оксана Рябова        | 4:37:04 | Чернігів | 102       | 102      |

| Рік  | Чоловіки          | Час     | Місто | Жінки          | Час     | Місто | Учасників | Фінішери |
| ---- | ----------------- | ------- | ----- | -------------- | ------- | ----- | --------- | -------- |
| 2016 | Володимир Семенюк | 56:35   |       | Юлія Фок       | 1:24:55 | Київ  | 16        | 16       |
| 2015 | Юрій Бадан        | 1:01:58 |       | Оксана Петрова | 1:02:58 | Київ  | 20        | 20       |

| Рік  | Команда | Підсумковий час | Місто | Кількість команд |
| ---- | ------- | --------------- | ----- | ---------------- |
| 2015 | O-Club  | 5:11:50         | Київ  | 5                |